# قضاء صفد (فلسطين الانتدابية)
قضاء صفد (بالإنجليزية: District of Safad) هو تقسيم إداري سابق في فلسطين التاريخية يعود لفترة الإنتداب البريطاني (بين 1920 وحتى 1948)، مركزه مدينة صفد. يقع في الجزء الشمالي لفلسطين، ويحاذي الحدود اللبنانية من الشمال، ومن الشرق الحدود السورية ومن الجنوب بحيرة طبريا وقضائها، ويقع قضاء عكا إلى الغرب. عاصمتها مدينة صفد.

## التركيبة السكانية
بناءً على التعدادات المختلفة التي أجرتها السلطات الحاكمة في فلسطين، ترقّم أتباع الطوائف الدينية المختلفة في المنطقة تقريبًا على النحو التالي:
| الدين    | 1904  | 1908  | 1916   | 1922  | 1931  | 1945  |
| -------- | ----- | ----- | ------ | ----- | ----- | ----- |
| الإسلام  | 16179 | 18892 | 22،747 | 18306 | 33975 | 44510 |
| اليهودية | 3،671 | 4146  | 6079   | 3844  | 3،678 | 6700  |
| المسيحية | 2765  | 3،075 | 3311   | 1،253 | 1،575 | 1،630 |

### احتلال القضاء
بلغت مساحة قضاء صفد 696 كم² حسب تقسيم الإنتداب، أُحتل خلال عملية حيرام إبان الحرب العربية الإسرائيلية 1948.

## السكان اليوم
يعيش غالبية السكان اليوم في مخيمات اللاجئين الفلسطينيين في سوريا ولبنان ومنها مخيم اليرموك، خان دنون، قبر الست، جرمانا، عين الحلوة وغيرها.

## قرى القضاء
| - خان الدوير - المنشية - الحسينية - كراد البقارة - كراد الغنامة - مزرعة الخوري - خربة ياردا - لزازة - دفنة - الخصاص - الناعمة - المفتخرة - الدوارة - غرابة - ملاحة - عرب الزبيد - تليل - الدردارة - الظاهرية التحتا - المنصورة - منصورة الخيط - مغر الخيط - قباعة - طيطبا - ماروس | - هونين - بيسمون - الزوق التحتاني - الزوق الفوقاني - عرب الغوارنة (الخالصة) - الصالحية - الحمراء - خيام الوليد - السنبرية - جاحولا - صلحا - البطيحة - الشوكة التحتا - آبل القمح - قيطية - قدس - العابسية - الزوية - النبي يوشع - هراوي - العريفية - الدرباشية - ديشوم - سبلان - عكبرة | - المالكية - البويزية - القديرية - جب يوسف - كفر برعم - الجاعونة - مداحل - فرعم - عرب الشمالنة - غباطية - فارة - السموعي - سعسع - الفراضية - ميرون - خربة المنطار - عموقة - علما - العلمانية - ماروس - صفصاف - قديتا - بيريا - عين الزيتون |